# 先崎章
先崎 章（せんざき あきら、1961年 - ）は日本の医学者、精神科医。東京福祉大学社会福祉学部教授。博士（医学）。将棋棋士の先崎学は弟。

## 来歴
- 1961年生まれ
- 1986年 - 東京医科歯科大学医学部卒業。都立広尾病院臨床研修医
- 1988年 - 静和会浅井病院精神科医長
- 1992年 - 東京医科歯科大学医学部附属病院精神科神経科医員
- 1994年 - 埼玉県総合リハビリテーションセンター神経科・精神科医長。埼玉県知的障害者更生相談所兼務。博士（医学）取得（東京医科歯科大学）[2]
- 1999年 - 都立豊島病院神経科医長
- 2000年 - 埼玉県総合リハビリテーションセンター医長
- 2005年 - 埼玉県総合リハビリテーションセンター肢体不自由担当部長
- 2007年 - 埼玉県総合リハビリテーションセンター地域支援担当部長
- 2009年 - 東京福祉大学社会福祉学部教授[1]

## 学会
- 日本精神神経学会
- 日本総合病院精神医学会
- 日本リハビリテーション医学会
- 日本てんかん学会[1]

## 著書
- 『高次脳機能障害精神医学・心理学的対応ポケットマニュアル』医師薬出版、2009年6月。ISBN 9784263213322。
- 『精神医学・心理学的対応 リハビリテーション』医師薬出版、2011年5月。ISBN 9784263213773。